# Abalone (bordspel)

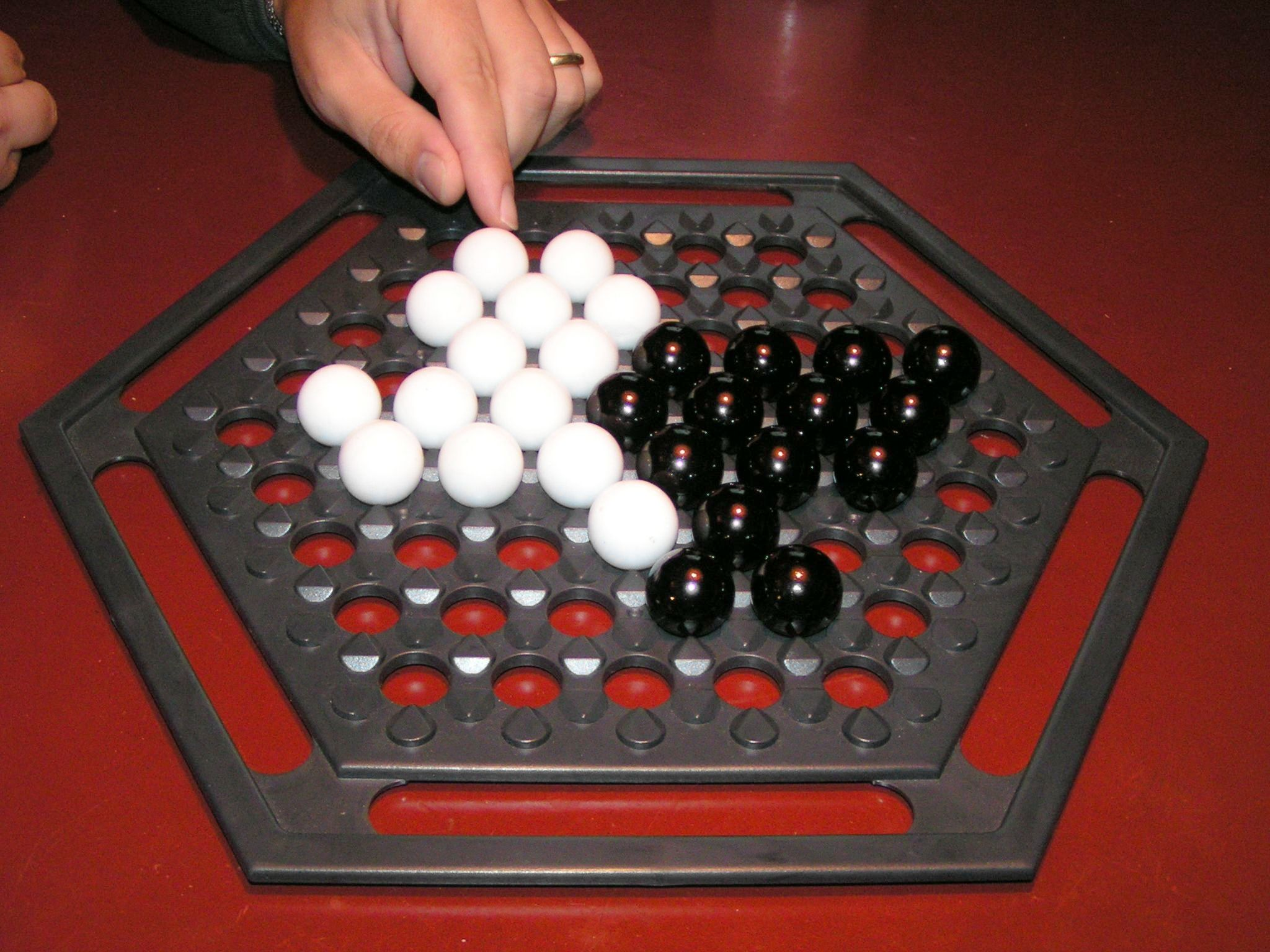
Een abalone-bord

Abalone is een tactisch bordspel voor twee spelers. Het zeskantige bord dat wordt gebruikt heeft in totaal 61 vakjes, met vijf vakjes langs elke zijde. De overige 31 vakjes zijn zo verdeeld dat ze rijen tussen de vakjes op de randen vormen. In het spel zijn veertien zwarte en veertien witte metalen balletjes (kogels). De spelers loten of kiezen wie de zwarte en wie de witte speler is. Zwart begint. Het doel van het spel is zes kogels van de tegenstander van het bord te duwen met de eigen kogels.

## De oorsprong van het spel
De Fransen Laurent Lévi en Michel Lalet waren de bedenkers van het spel Abalone. Op 29 januari 1988 richtten zij met hulp van financier André Jarno een bedrijf op om hun spel te verspreiden na afwijzingen door verscheidene uitgevers van spellen, maar een overwinning op de Boulogne-Billancourt wedstrijd voor spellenontwerpers. Voor het Abalone gedoopt werd noemden zij het spel Sumito; soms wordt het spel omschreven als "sumo met knikkers", omdat het losjes gebaseerd zou zijn op de oude Japanse vorm van worstelen. Tien jaar na de introductie zijn er 4,5 miljoen exemplaren van het spel verkocht in ruim dertig landen.

## Spelregels
Het spel begint met een beginopstelling. Meestal is dit de standaardopstelling, maar op toernooien en door gevorderde spelers wordt ook gebruikgemaakt van een van de tientallen alternatieve beginopstellingen.

Standaardbeginopstelling

### Toegestane zetten
Men mag per beurt één, twee of drie aaneengesloten kogels één vakje verplaatsen. Dat mag zowel rechtuit (de kogels bewegen 'als een trein met wagons') als zijdelings (de kogels bewegen elk een vakje zijwaarts, wat telt als één beweging).

Zwart zet drie kogels vooruit
Wit zet drie kogels diagonaal

### Het duwen van de tegenstander
Men mag de kogels van de tegenstander een duw geven bij het rechtuit verplaatsen, maar alleen als het aantal kogels waarmee men duwt minstens één hoger is dan het aantal kogels dat men duwt. Men mag dus met twee eigen kogels één vijandelijke kogel duwen en met drie eigen kogels mag men één of twee vijandelijke kogels duwen. Men kan een vijandelijke kogel niet duwen als in de richting waarin men deze wil duwen een eigen kogel achter de vijandelijke ligt.

Zwart heeft drie duwopties
De nieuwe positie van de kogels na elk van de mogelijke zetten van zwart

Door een kogel van de tegenstander over de rand te duwen plaatst men deze buiten het bord en doet de kogel niet meer mee. De speler die op die manier als eerste zes kogels van de opponent van het bord heeft geduwd, is de winnaar.

### Tijdslimiet
Er is geen vastgestelde tijdslimiet voor een spel Abalone, hoewel er doorgaans op toernooien en wedstrijden wel een wordt aangehouden, net zoals bij schaakwedstrijden het geval is.

### Notatie van zetten
Voor de notatie van zetten kunnen coördinaten gebruikt worden volgens het volgende principe: de horizontale lijnen krijgen een letter, de diagonale "noordwest-zuidoost" lijnen krijgen een cijfer. De coördinaten worden gevormd door de combinatie van een letter en een cijfer.

Coordinaten: X: G5, Y: C2, Z: H9

- Coordinaten:
X: G5, Y: C2,  Z: H9

### Alternatieve beginopstellingen

Face à face
Pyramide

De meest gebruikte alternatieve beginopstellingen zijn:

Fujiyama
Snakes
Snakes variant

Belgian daisy
German daisy
Dutch daisy
Swiss daisy

Alien
Domination
Infiltration
The wall

- Fujiyama
- Snakes
- Snakes variant

- Face à face
- Pyramide

## Voorbeeld van een spelsituatie
In het begin van deze spelsituatie zijn er nog geen kogels over de rand geduwd.

Een middenspelpositie met zwart aan zet
F5-E5: zwart doorbreekt twee witte lijnen
C4-B3*: wit duwt een zwarte kogel van het bord
C2-B2*: zwart duwt een witte kogel van het bord

## Computerprogrammatuur
Het spel Abalone kan ook op de computer gespeeld worden.
- ABA-Pro
- My Lovely Abalone (MLA)